# LiMo Foundation
LiMo Foundation（リモ・ファウンデーション）はLinuxをベースに携帯電話向けソフトウェアプラットフォームを策定、推進する非営利団体である。6つの企業が共同で開発した「LiMo Platform」を提供している。団体名は「Linux Mobile Foundation」（リナックス・モバイル・ファウンデーション）を意味する。

## 概要
モトローラ・NEC・NTTドコモ・パナソニック モバイルコミュニケーションズ・サムスン電子とボーダフォンの6社が2006年6月にLinuxをベースとしたプラットフォームの構築に合意し、2007年1月26日に設立された。
実質的には、2001年8月にNECとパナソニックが提携し、さらにそれが発展して、2006年11月にNECとパナソニックが合弁で設立した携帯電話向けソフトウェア開発会社「エスティーモ」を前身とする。ただLiMo Foundationの加盟社数増加に伴い、エスティーモはその役割を終えたとして2008年秋に清算された。
2008年7月にはARM・Cellon・エスマテック（現Myriad Group）、フランステレコム（現Orange）・FSMLabs・ファーウエイ・テクノロジーズ・Jaluna（現バーチャルロジックス）・MIZI Research（後にウインドリバーが買収）・MontaVista Software・Open-Plug・PalmSource（現ACCESS Systems）らによって2005年11月14日に設立された携帯電話機向けLinuxの推進団体のLinux Phone Standards Forum (LiPS Forum) を統合した。2008年8月5日時点で52社が加盟している。
2011年7月には、サムスン電子がボーダフォン向けに開発した360H1で用いていたプラットフォームを転用する形でオープンソース化が実現した。
2011年9月29日にMeeGoと合流し、新しいOS『Tizen』を開発することを発表。
LiMo Platformは日本国内向けでは、NEC製N905iとパナソニック モバイルコミュニケーションズ製P905i以降のNTTドコモ向けの両社の端末に採用されている。

## LiMo Platform
- LiMo Platform Release 1 - 2008年3月31日
- LiMo Platform Release 2 - 2009年秋リリース予定

## メンバー
2009年9月現在。LiMo Foundation Current Membersを参考とした。

### ファウンダーメンバー
- NEC
- NTTドコモ
- Orange
- パナソニック モバイルコミュニケーションズ
- サムスン電子
- ボーダフォン

### コアメンバー
- ACCESS
- アプリックス
- Azingo
- カシオ日立モバイルコミュニケーションズ
- LGエレクトロニクス
- Myriad Group
- SKテレコム
- テレフォニカ
- ベライゾン・ワイヤレス
- ウインドリバー

### 一般メンバー
- アクロディア
- ARM
- Aromasoft
- ブロードコム
- エレクトロビット
- エリクソン
- 韓国電子通信研究院
- ファーウエイ・テクノロジーズ
- Immersion
- KDDI
- KT
- Kvaleberg
- Longcheer Technology
- マーベル・テクノロジー・グループ
- マカフィー
- モトローラ
- Movial
- Mozilla Corporation
- Open-Plug
- Opera Software
- パケットビデオ
- レッドベンド・ソフトウェア
- ルネサス テクノロジ
- サムスンSDS
- SFR
- SK Innoace
- ソフトバンクモバイル
- STマイクロエレクトロニクス
- スイスコム
- テレコム・イタリア（テレコム・イタリア・モービレ）
- テキサス・インスツルメンツ
- ZTE